# Areus Ier

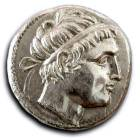
Pièce d'Areus Ier

Areus Ier (en grec ancien Ἄρευς / Áreus) est roi agiade de Sparte de 309 à 265 av. J.-C. Son règne marque le retour de Sparte sur la scène internationale, il est notamment le premier roi de Sparte à frapper de la monnaies d'argent qui portent son effigie.

## Famille
Areus appartient à la dynastie des Agiades. Il est le fils d'Acrotatos, fils aîné du roi Cléomène II ; le nom de sa mère n'est pas connu, non plus que sa date de naissance exacte.
D'une épouse au nom inconnu, il à au moins un fils, Acrotatos, roi de Sparte de -265 à -262, il à probablement un autre fils, père de Cleombrontos.

## Biographie

### Accès au pouvoir
Acrotatos trouve la mort avant son père, qui décède en 309 av. J.-C. Areus et Cléonyme, fils cadet de Cléomène, peuvent alors revendiquer le trône. La gérousie tranche alors en faveur d’Areus, en application de la règle de porphyrogénèse : il est l'héritier du prince héritier. Cléonyme devient le régent d’Areus, alors en bas âge, la majorité royale spartiate étant de 14 ans, et gouverne à sa place probablement jusqu'en 295-294 av. J.-C.

### Conflit contre Démétrios Poliorcète
En 294 av. J.-C., Démétrios Poliorcète décide de marcher sur la Laconie pour agrandir son territoire, une première bataille s'engage entre Archidamos IV et Démétrios à Mantinée, se soldant par une victoire macédonienne et de lourdes pertes pour Sparte. Areus décide de fortifier la ville de Sparte, celle-ci était dépourvue de fortifications, il fait ériger une muraille ainsi que des fossés pour défendre la ville, ces fortifications restent rudimentaires. Le siège de Sparte par Démétrios Poliorcète est un échec puisqu'il décide d'abandonner le siège, Areus gagne en popularité et doit assumer la conduite des affaires militaires de Sparte après la défaite de Mantinée.

### Nouvelle ligue et guerre contre les Etoliens
Avec Areus, Sparte joue de nouveau un rôle actif dans le monde grec. Elle reconstitue une Ligue du Péloponnèse pour affronter la Ligue étolienne, avec lui à sa tête. Cette symmachie a pour but de déloger les Etoliens qui auraient occupé le territoire sacré de Kirrha et aussi de devenir le protecteur de Delphes, cette alliance n'égale pas l'ancienne Ligue du Péloponnèse, et est vaincue en 281-280 av. J.-C., celle-ci se faisant attaquer par surprise par 500 soldats Etoliens durant un pillage et perdant 9 000 hommes.

### L'exil de Cléonyme et l'intervention de Pyrrhus
.En 275 av. J.-C., Cléonyme décide de s'éxiler après que celui-ci fût en désaccord avec la Gérousie et ait appris que sa femme Chilonis avait une relation avec le fils d'Areus Ier, Acrotatos. Se met au service du roi de Macédoine Pyrrhus en 273 av. J.-C., et demande son aide pour s'emparer de Sparte, celui-ci marche sur Lacédémone, et fait un siège. Areus n'est pas présent au début du siège car celui-ci se trouvait en Crète et venait en aide à la cité de Gortyne, alors en guerre contre la cité de Cnossos, revient en urgence à Sparte avec 2 000 Crétois, il remplace les femmes et les personnes ayant dépassé l'âge du service militaire qui aidaient pendant le siège, par des soldats et reçoit des renforts venant d'Antigone Gonatas, ayant fait une alliance avec celui-ci contre le roi d'Epire. Pyrrhus lève le siège et se dirige vers Argos pour aller aider Aristéas, il est harcelé par les soldats d'Areus constitués de 1 000 Crétois et Spartiates, qui provoquent de lourdes pertes dans l'arrière garde de Pyrrhus.

### Laguerre chrémonidéenneet la fin de son règne
Après la mort de Pyrrhus en 272 av. J.-C., l'alliance entre Antigone II Gonatas et Areus est finie, une nouvelle symmachie entre Sparte et Athènes est créée, associant des cités de Crète, des cités du Péloponnèse. Néanmoins beaucoup de cités du Péloponnèse n'en font pas partie. Celle-ci possède un synédrion où chaque cité doit envoyer 2 synèdres pour délibérer avec Areus, alors à sa tête. Sparte et Athènes décident d'attaquer et de prendre à trois reprises la cité de Corinthe aux Macédoniens, sans succès, cette guerre a pour cause le décret de Chrémonidès. Areus Ier trouve la mort pendant la troisième, en 265, avant l'archontat d'Emménidas à Athènes.